# Lylea palmicola
Lylea palmicola är en svampart som beskrevs av Mercado, Figueras & Gené 1997. Lylea palmicola ingår i släktet Lylea, divisionen sporsäcksvampar och riket svampar.   Inga underarter finns listade i Catalogue of Life.